# Choctawhatchee
De Choctawhatchee is een rivier met een lengte van 227 km die uitmondt in de Baai van Choctawhatchee (Golf van Mexico). De rivier ontspringt in Alabama en stroomt zuidwaarts. Vanaf de grens met Florida stroomt de rivier 148 km door de Florida Panhandle.